# A Blood Pledge (película de 2009)
A Blood Pledge ( 여고괴담 5: 동반자살 (romanización revisada, Yeogogoedam 5: dongbandjasal)  ; también conocida como Whispering Corridors 5: A Blood Pledge y Suicide Pact ) es una película horror surcoreano, y secuela número 5 de la saga Whispering Corridors, precedida por La Voz de la Muerte y proseguida por The Humming. Al igual que el resto de películas de la saga, es totalmente independiente a las demás.
La historia comienza cuatro chicas; Eun-Joo, So-Hee, Yoo-jin y Eun-young que hacen una promesa de acompañarse hasta muerte. Eun-Joo se suicida al saltar desde el techo de su escuela. Su hermana Jeong-Eun la ve saltar. Al día siguiente, en la oficina de la escuela, So-Hee admite que estaba en el techo con Eun-Joo cuando saltó.

## Trama
La historia comienza cuatro chicas; Eun-Joo, So-Hee, Yoo-jin y Eun-young que hacen una promesa de acompañarse hasta muerte. Eun-Joo se suicida al saltar desde el techo de su escuela. Su hermana Jeong-Eun la ve saltar. Al día siguiente, en la oficina de la escuela, So-Hee admite que estaba en el techo con Eun-Joo cuando saltó.
Las tres chicas se vuelven paranoicas por la muerte de Eun-Joo y los secretos sobre por qué cada chica tenía una razón para salir a la superficie. So-Hee se deprime por la muerte, a diferencia de los otros dos. Jeong-Eun confronta a So-Hee por la muerte de su hermana, pero So-Hee repite que no sabe qué pasó. Los rumores comienzan a extenderse por la escuela. Muchas chicas acusan a So-Hee de matar a Eun-Joo porque su relación se había vuelto tensa el año pasado. Otra chica afirma que Eun-Joo se suicidó porque estaba embarazada . Esa noche, Eun-young es golpeada por su padre por tener bajas calificaciones. Al día siguiente, le ruega a Yoo-jin que la deje dormir en su casa.
So-Hee tiene recuerdos de cuando era amiga de Eun-Joo y se siente culpable. Joo-yeon le dice a So-Hee que debido a que empujó a Eun-Joo, ella tiene la culpa de su muerte. Joo-Yeong luego es asesinado por Eun-Joo.
Eun-young ve el fantasma de Eun-Joo varias veces, lo que la aterroriza. So-Hee encuentra un cuerpo desmembrado, posiblemente el de Joo-Yeon, en un casillero del salón de clases. Eun-young le dice a Yoo-jin que Eun-Joo prometió que no mataría a ninguno de ellos si se sinceraban. Más tarde, Yoo-Jin y So-Hee ven a Eun-young en el techo. Le suplican que no salte, pero lo hace, alegando que ya no tiene miedo y que se siente bien porque no tendrá que volver a su hogar abusivo .
So-Hee entra a la iglesia para disculparse por sus acciones, seguida por Yoo-jin. Un flashback muestra a Soo-Hee con su novio, Ki-Ho. Yoo-jin solía salir con Ki-Ho e hizo que So-Hee y Eun-young dejaran de ser amigos de Eun-Joo. En el presente, Yoo-Jin dice que se suicidaría si no sacara las mejores notas. Eun-young dice que intentó suicidarse el año pasado por culpa de su padre, y So-Hee confiesa su embarazo. Yoo-jin dice que no quiere volver a perder contra So-Hee, que es mejor en las tareas escolares, y ella y Eun-young deciden fingir que saltan.
Yoo-jin agarra a So-Hee y le ata un micrófono alrededor del cuello, atándola. Eun-Joo irrumpe y estrangula a Yoo-jin. En un flashback, Eun-Joo le había dicho a So-Hee que quería morir junto con So-Hee algún día. Sin embargo, el día del suicidio de Eun-Joo, So-Hee confesó su embarazo y juró que se suicidaría y se llevaría al bebé con ella. Las cuatro chicas se encontraron en el techo, tomadas de la mano. Antes del salto, Eun-young y Yoo-jin retrocedieron. So-Hee se dio cuenta de esto y trató frenéticamente de detener a Eun-Joo, pero ya era demasiado tarde: Eun-Joo saltó a su muerte.
La siguiente escena es de So-Hee sollozando con Eun-Joo en el techo. Eun-Joo sonríe y le dice a So-Hee que la extrañaba y que quería regresar, pero sabía que asustaría a So-Hee. So-Hee la abraza y dice que lo siente, rogándole a Eun-Joo que la lleve con ella. Sin embargo, Jeong-Eun agarra la mano de So-Hee y Eun-Joo le dice a So-Hee que debe quedarse para cuidar de Jeong-Eun: So-Hee ahora es la hermana mayor de Jeong-Eun.
Luego, So-Hee decide quedarse con el bebé, mientras que Ki-Ho se ha mudado con otra chica. Los dos suben a un ascensor y, cuando la puerta se cierra, el rostro de la niña se convierte en el de Eun-Joo.

## Elenco
- Oh Yeon-seo como Yoo-jin
- Jang Kyung-ah como Eun-joo
- Son Eun-seo como So-Hee
- Song Chae-yoon como Eun-young
- Yoo Shin-ae como Jung-eun
- Park Ga-hee como Joo-yeon
- Park Jung-yoon como Park Jung-yoon
- Kim Soo-hyun como Kang Min-joo
- Lee Mi-so como Lee Mi-so
- Kang Byul como Kang Bo Yoon
- Jung Min-ji como Jung Min-ji
- Hwang Seung-eon como Park Ji-mi
- Choi Ji-soo como Im Se-ri
- Lee Seul-gi como Lee Hyun-jin
- Jung Hye-in como Jung Hye-in
- Choi Min-sung como Ki-ho
- Oh Jung-won como la madre de Ki-ho
- Kim So-yeon como Dam-im
- Park Yong-jin como el padre de Eun-young
- Shin Yeon-sook como Monja